# Willem Van Eynde
Willem Van Eynde (* 24. Juli 1960 in Lier) ist ein ehemaliger belgischer Radrennfahrer. Sein größter Erfolg war der Sieg bei Binche–Chimay–Binche 1987 und bei Rund um Köln im Jahre 1993.

## Karriere
Willem Van Eynde wurde 1982 Profi, nachdem er ein Amateurrennen in der Bretagne gewonnen hatte. 1983 gewann er in Heist-op-den-Berg sein erstes wichtiges Rennen als Profi. 1985 belegte er den dritten Platz beim Grand-Prix-Rennen Wielerrevue. 1985 nahm er auch zum ersten Mal an der Tour de France teil, am Ende belegte er Platz 93. Dies sollte seine beste Tour-Platzierung bleiben, es folgten die Ränge 102 (1986), 126 (1987) und 97 (1990). 1987 gewann Van Eynde das Rennen Binche–Chimay–Binche, 1988 gelangen ihm zwei Siege. 1989 siegte er bei Nizza–Alassio und belegte den dritten Platz beim Klassiker La Flèche Wallonne. Bis zu seinem Sieg 1993 bei Rund um Köln gelang ihm dann nur noch 1992 ein Etappensieg bei einer kleineren Rundfahrt.